# Trentepohlia choprai
Trentepohlia choprai är en tvåvingeart som beskrevs av Alexander 1927. Trentepohlia choprai ingår i släktet Trentepohlia och familjen småharkrankar. Inga underarter finns listade i Catalogue of Life.